# Lethades lapponicus
Lethades lapponicus är en stekelart som först beskrevs av Holmgren 1857.  Lethades lapponicus ingår i släktet Lethades och familjen brokparasitsteklar. Arten är reproducerande i Sverige. Inga underarter finns listade i Catalogue of Life.